# Taken 3
Taken 3 (ibland stavat som TAK3N) är en fransk action-thriller från 2014 i regi av Olivier Megaton och manus av Luc Besson och Robert Mark Kamen. Det är en uppföljare till Taken 2 (2012) och hade Sverigepremiär den 8 januari 2015. I filmen medverkar Liam Neeson, Maggie Grace, Famke Janssen och Forest Whitaker.

## Handling
Den före detta CIA-agenten Bryan Mills (Liam Neeson) hittar sin ex-hustru (Famke Janssen) mördad i sin lägenhet efter ett försök till försoning. Han blir misstänkt för mordet och blir jagad av CIA, FBI och polisen. Bryan måste nu återigen använda sina särskilda erfarenheter för att hitta de riktiga mördarna, bevisa sin oskuld, och beskydda den enda han har kvar att förlora, sin dotter Kim (Maggie Grace).

## Rollista (i urval)
- Liam Neeson - Bryan Mills[1]
- Forest Whitaker - Inspektör Franck Dotzler[2]
- Maggie Grace - Kim Mills[3]
- Dougray Scott - Stuart St. John
- Famke Janssen - Lenore "Lennie" Mills-St. John[4]
- Sam Spruell - Oleg Malankov
- Leland Orser - Sam Gilroy[5]
- Jon Gries - Mark Casey[5]
- David Warshofsky - Bernie Harris
- Don Harvey - Inspektör Garcia
- Dylan Bruno - Inspektör Smith
- Al Sapienza - Inspektör Johnson
- Jonny Weston - Jimmy, Kims pojkvän[6]